# Mirabilis jalapa
Нічна красуня звичайна, царська борідка, мірабіліс ялапа, нічна красуня (Mirabilis jalapa) — вид квіткових рослин родини Nyctaginaceae. Вид M. jalapa культивувався ацтеками для лікарських і декоративних цілей.

## Опис
Багаторічна трав'яниста рослина родини ночецвітних. Листки супротивні, суцільні. Квітки з приємним запахом червоні, жовті або білі, зібрані в волоті, розкриваються тільки ввечері. Дико росте в Пд. Америці. В Україні культивують як однорічну декоративну рослину. Трав'янистий чагарник, який може досягати до 150 см у висоту. М'ясисті бульбові корені можуть досягати 60–150 см. Має дуже розгалужені стебла й прямостоячі гілки. Черешчате листя яйцевиде, від 4 до 13 см завдовжки і 10–80 мм завширшки. Черешок довжиною близько 4 см. Суцвіття виникають на верхівках гілок, часто оточені дрібними листям. Квітки воронкоподібні, завдовжки 6,5 см і шириною від 2,5 до 3,5 см. Цікавою особливістю цього виду є те, що на рослині можуть бути квіти різних кольорів одночасно, і навіть одна квітка може бути з різними кольорами. Насіння — яйцеподібна або еліптична сім'янка довжиною від 6 до 8 мм від 2 до 5 мм в ширину, яка має зморшкувату текстуру і колір від зеленувато-жовтого до чорного при дозріванні. Розмножують насінням, розмноження можливе також бульбами або живцями.

## Поширення
Можливе походження рослини: Мексика. Широко натуралізований вид і широко культивується. Натуралізований вид у Австрії та південній Європі: Португалія, Гібралтар, Іспанія, Франція, Італія, Мальта, Болгарія. Мешкає в тропічній Америці, хоча натуралізована в тропічних і помірних областях. У регіонах з помірним кліматом рослини часто вмирають з першими заморозками і знову проростають на наступний теплий сезон з бульбових коренів. Рослина потребує повного сонця, але переносить частковий затінок. Часто на сонці листя в'яне, а потім повертається до енергійного стану ввечері.

## Використання
Квіти використовують як харчовий барвник. У фітотерапії, частини рослин можуть бути використані як сечогінне, проносне, а також засіб для лікування ран. Листя використовуються для зменшення запалення. Відвар з них (мацерації і кипіння) використовується для лікування наривів. Насіння вважаються токсичним. Рослина має потенціал для біоремедіації ґрунтів, забруднених помірними концентраціями важких металів, таких як кадмій.

## Галерея

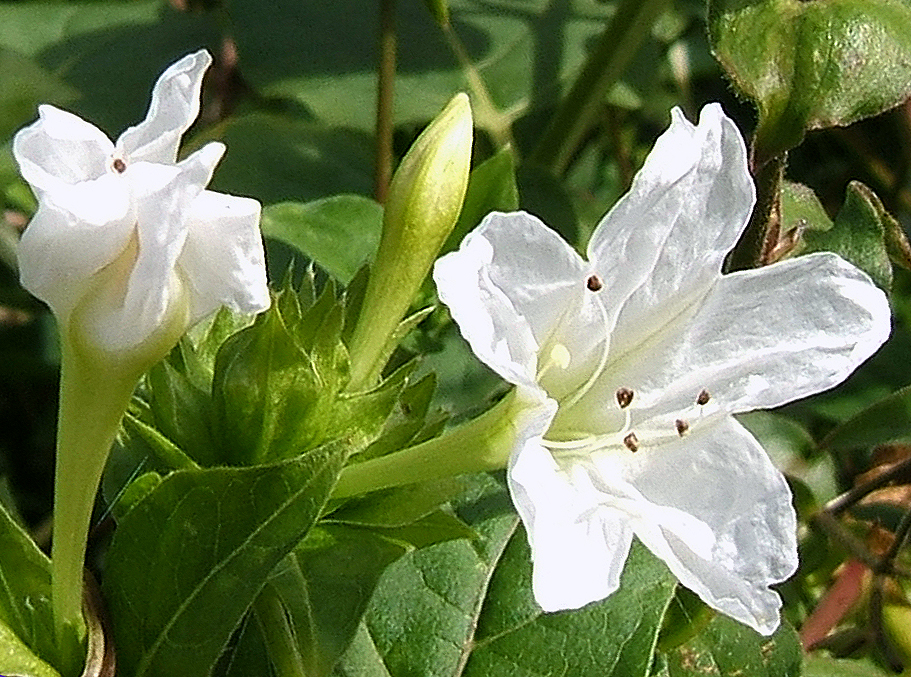
Квітка
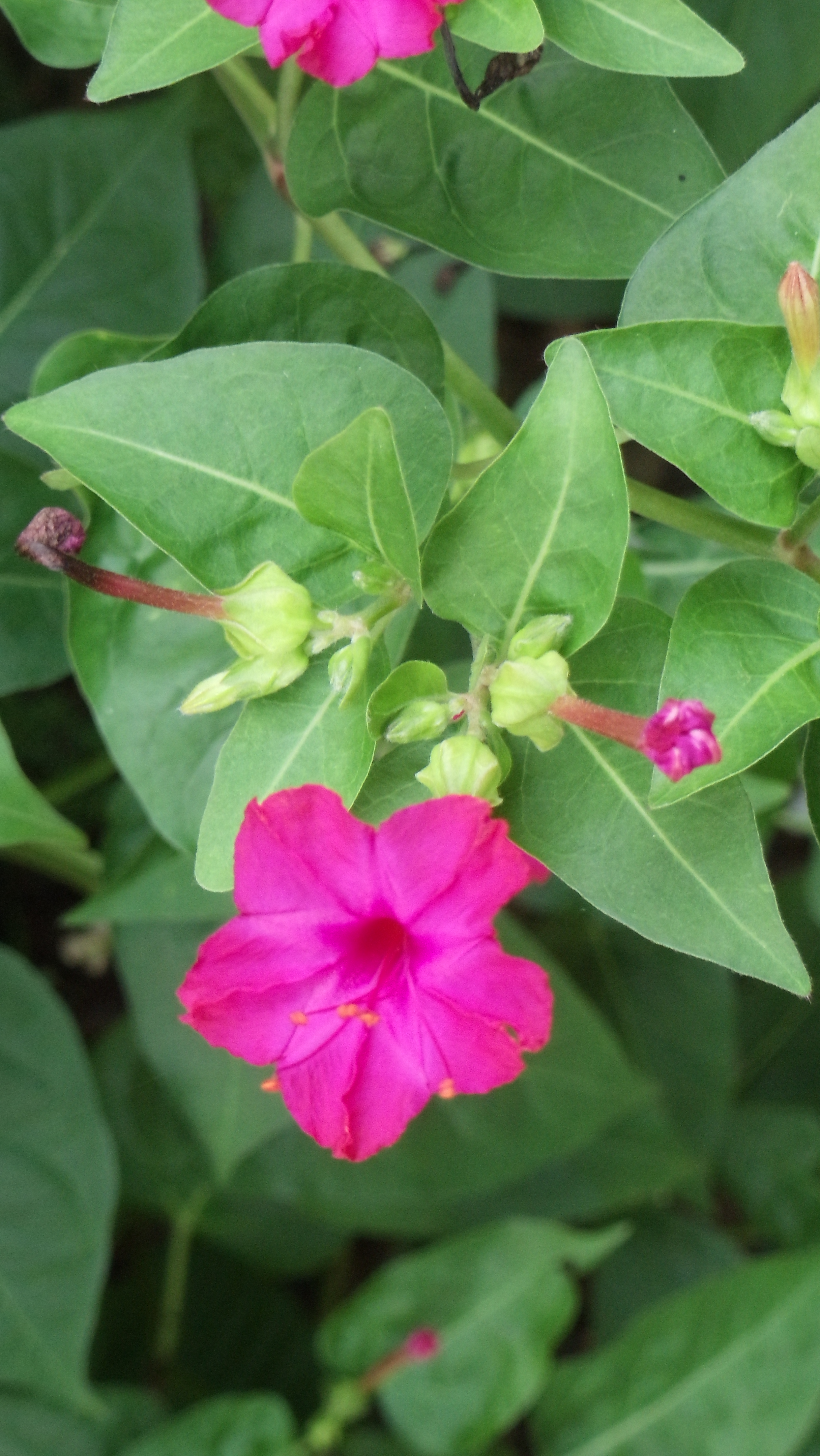
Квітка
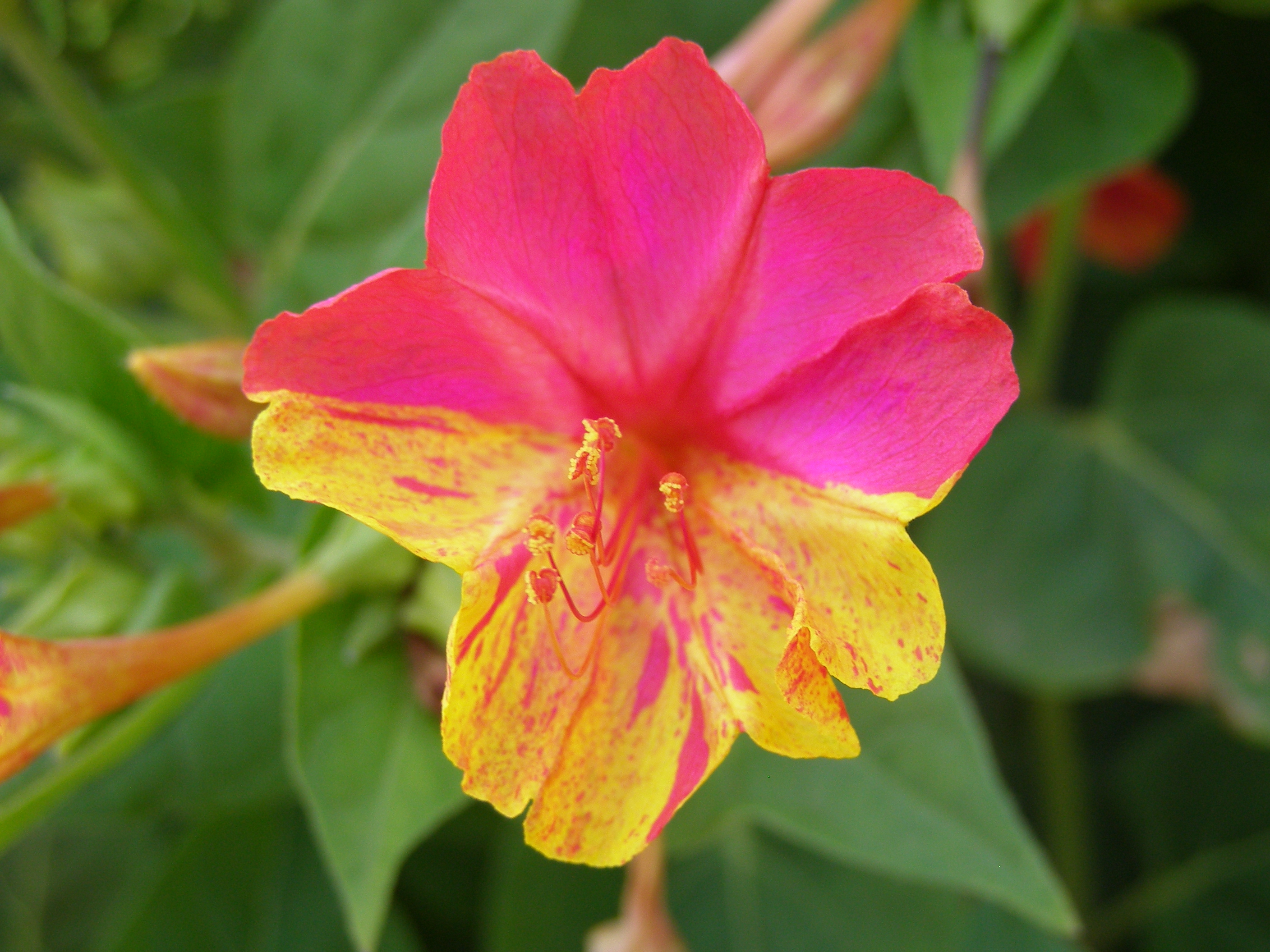
Двоколірна квітка
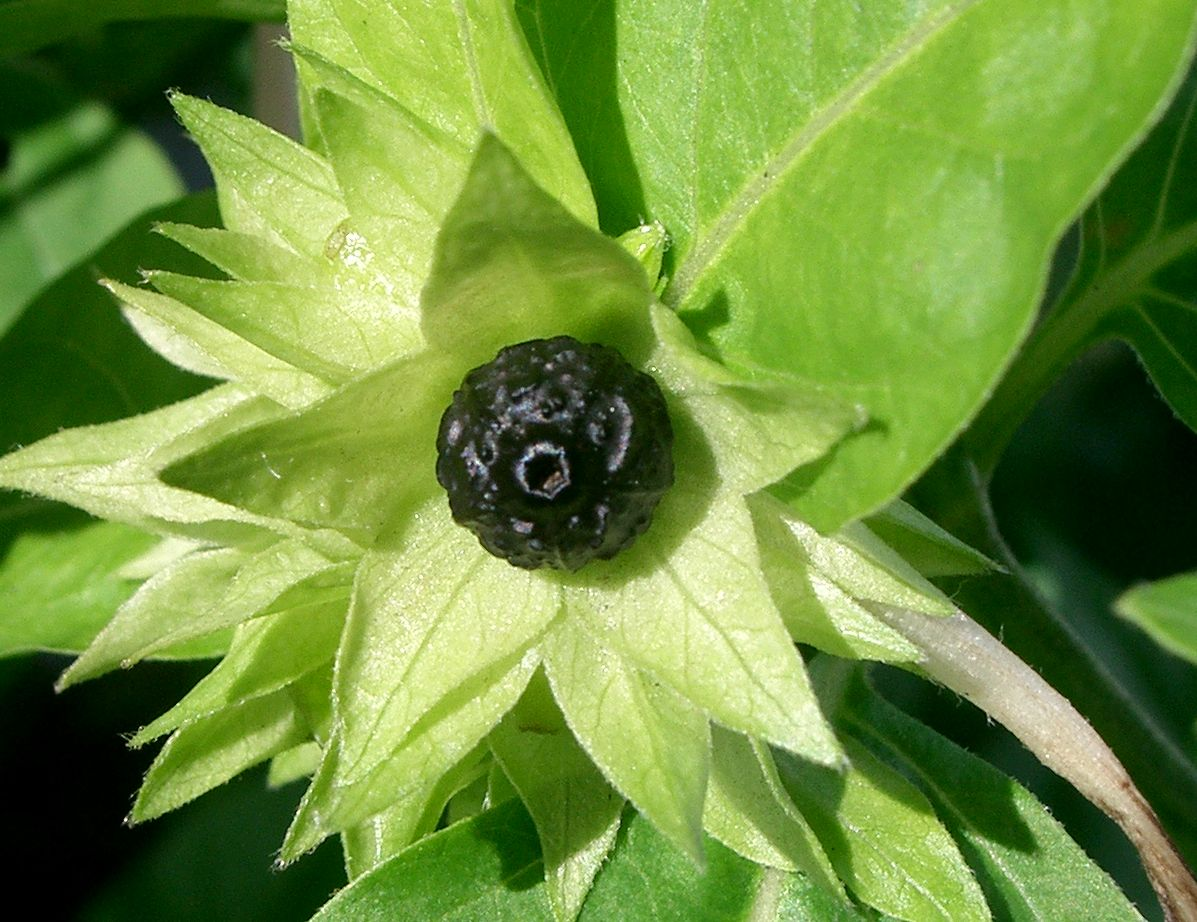
Зріле насіння
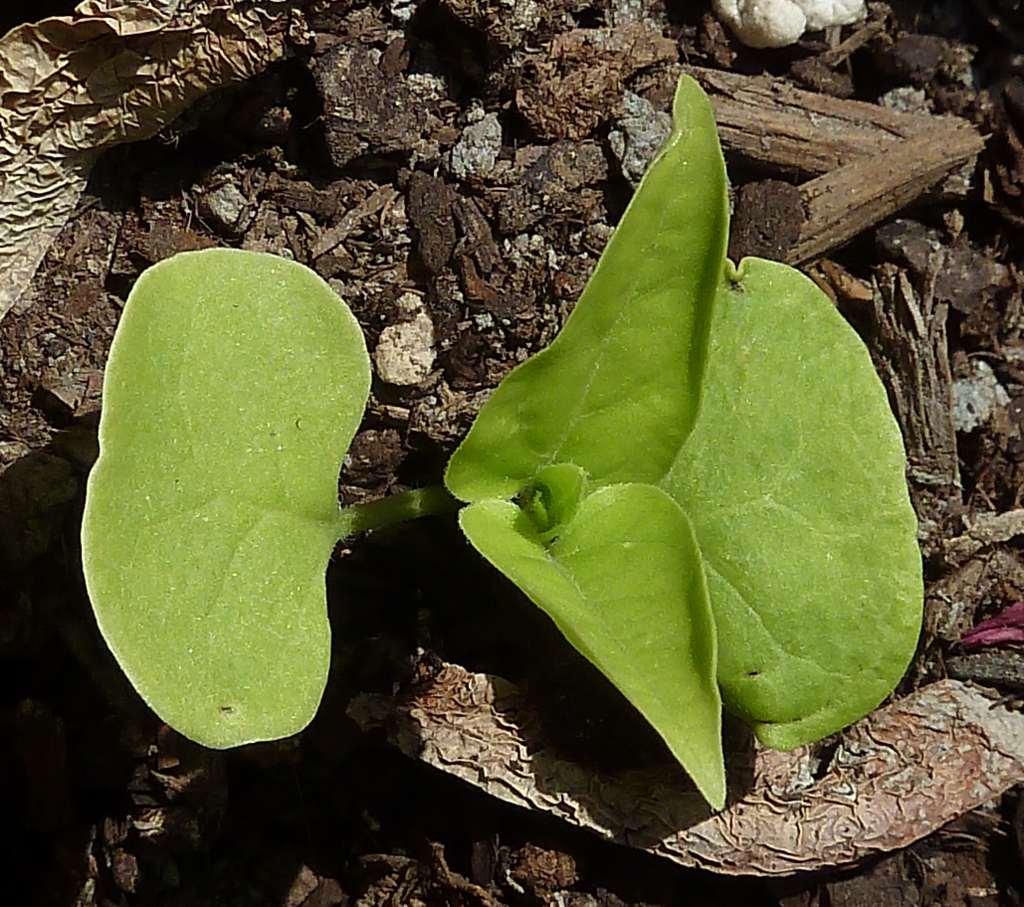
Молода рослина